# Linda Ronstadt
Linda Ronstadt (* 15. července 1946 Tucson, Arizona, USA) je americká zpěvačka. Je držitelkou několika cen Grammy, Emmy, ALMA a Academy of Country Music. Spolu s Kenny Edwardsem tvořila hlavní část skupiny The Stone Poneys. Mezi další umělce, s nimiž spolupracovala, patří například Billy Eckstine, Frank Zappa, Rosemary Clooney, Flaco Jiménez, Philip Glass, The Chieftains, Gram Parsons nebo Dolly Parton.